# Отрадне (Брянський район)
Отрадне (рос. Отрадное) — село в Брянському районі Брянської області Російської Федерації.
Населення становить 1927 осіб. Входить до складу муніципального утворення Отрадненське сільське поселення.

## Історія
Від 2005 року входить до складу муніципального утворення Отрадненське сільське поселення.

## Населення
| 2010 | 2012  | 2013  |
| ---- | ----- | ----- |
| 1879 | ↘1841 | ↗1927 |